# 法的拘束力
法的拘束力（ほうてきこうそくりょく）は、国会または行政の処分・運用、裁判所の判決・決定、民事上の合意、国家間の合意について、正式な法律（慣習法を含む）上の効果が義務となるかどうかを評価するときに使用される概念であって、すなわちその効力をいう。それぞれの分野で、個々の事例においては総合的に判断する必要があり、単純に法的拘束力があるかどうがあると定義できるのではない。個々の概念に於いて法的拘束力の及ぶ範囲は確立されており、その範囲を曖昧にすることはあらゆる分野に混乱をもたらすことになる。

## 国会
法律は当然法的拘束力を有すが、強行規定と訓示規定ではその濃淡は存在する。国会決議や附帯決議は法律のような法的拘束力はないとされ、政治的意味があるにとどまるとされている。

## 行政
処分一般が対象である。公正取引委員会勧告のように勧告の名称であっても一定の法的拘束力があり、不服の場合には不服申し立て手続きによって争うことができる例がある。通達や訓令、要綱は行政内部のみ拘束力を有し、外部には効果は与えないため裁判では拘束力あることにはならない。告示のなかには、公正取引委員会の告示や厚生労働省や地方公共団体の社会保険料率の告示など法的拘束力があるとされる一部の告示がある。文部科学省が告示する学習指導要領は、公立高等学校教諭への懲戒処分理由として学習指導要領以外のことを考査したなどとした処分は裁量権の範囲内として是認した最高裁判所の判例があることから少なくとも公立高等学校教諭への内部関係では法的拘束力をもつと解されている。

## 裁判所
判決と決定は主文のみが法的拘束力を当事者に対して義務とする。しかし、金銭支払いや建物明渡しは、裁判所を通じて強制執行できるのに対し、裁判所執行官が強制的に実現できない請求では、主文で命じても強制的に国家が実現することは不可能であり、実質的には実現できない場合もある。
裁判所間においては、民事訴訟法319条により下級審の事実認定は最高裁判所を拘束し、民事訴訟法325条3条により最高裁判所の破棄差し戻しした事件では、差し戻し後の審理において破棄理由の事実及び理由を拘束する。
民事訴訟規則192条、199条1項による判例として、最高裁判所の判例がない場合に大審院や高等裁判所の裁判例を指摘して上告または上告受理申立てすることができる。たとえば、名古屋高等裁判所2008年4月17日判決  のように、個別部分的事例において、法令違憲の違憲判決でなく、一部の適用違憲を傍論部分で、裁判所としての判断では唯一認定した例であるが、被告側は勝訴しているため傍論が不服であっても上告はできない。ただ、類似の裁判において、高等裁判所で正反対の判決がなされた場合には、主文およびその理由が民事訴訟規則第192条、199条1項により、上告理由および上告受理申立て理由になり、法的拘束力を与える下級裁判所の裁判例になることは明らかである。主文とその理由以外の傍論部分については法的拘束力は無いのである。

## 国際関係
条約、議定書、覚書の名称にかかわらず、法的拘束力はあると解される。しかし、いずれも遵守しないときに国際法的にこれを強制的に執行是正するための方法が、『人権と基本的自由の保護のための条約』で規定で設立された欧州人権裁判所に代表される人権裁判所以外にない。
国際連合安全保障理事会決議は、加盟国一般に対し法的拘束力があるとされている。しかし決議は決定が条件であり、法的拘束力では議長声明など数段階で法的拘束力の劣る措置がなされる。
欧州連合の規則すべての加盟国、企業、個人に対してそのまま強い法的拘束力を与える。欧州連合の指令（directives）は原則的にすべての加盟国、企業、個人に対して法的拘束力を与えるが、加盟国は国内で法令化の義務がある。欧州連合の決定は特定の加盟国、企業、個人に対して法的拘束力がある。これに対し、欧州連合の勧告・意見は法的拘束力はない。欧州評議会の『勧告』も法的拘束力を持たないが、同じく欧州評議会の条約により設立された欧州人権裁判所の判決は加盟当時国に対して法的強制力をもつ。（第46条）なお欧州連合の全ての加盟国は欧州評議会の加盟国でもある。

## 民事契約
契約書のほうが覚書よりも法的拘束力は強いと考えられるが、口頭でも契約として拘束力はあるが争いになったときに立証が困難となるほか、契約書と覚書の書面記載事項の内容により当事者拘束の濃淡があるにすぎず、裁判上の事実立証度合いが異なって評価されるだけである。